# Suzette Forgues Halasz
Suzette Forgues Halasz (* 14. April 1918 in Montreal; † 8. Dezember 2004 in Port Washington/New York) war eine kanadische Cellistin und Hochschullehrerin.

## Leben
Forgues hatte ab dem dritten Lebensjahr Klavierunterricht und trat bereits vierjährig als musikalisches Wunderkind auf. Im Alter von zehn Jahren begann sie, bei Gustave Labelle Cello zu studieren und gab im Folgejahr erste Recitals am Theatre des Petits Enfants und beim Ball de League de la Jeunesse Feminine ihrer Heimatstadt. 1940 erhielt sie das Diplom als Cellosolistin an der Académie de musique du Québec, wo Jean-Baptiste Dubois ihr Lehrer war. Zwischen 1938 und 1942 studierte sie außerdem bei Emanuel Feuermann in New York und Kalifornien.
1942 wurde Forgues Erste Cellistin im Orchestre symphonique de Montréal unter der Leitung von Wilfrid Pelletier. Als Solistin trat sie u. a. mit dem Charleston Symphony Orchestra auf. 1945 lernte sie Laszlo Halas, den ersten Direktor der New York City Opera kennen, den sie bald darauf heiratete. Sie trat als Erste Cellistin des Orchesters der Oper unter der Leitung von Leopold Stokowski und Leonard Bernstein auf und gab Konzerte u. a. mit dem NBC Symphony Orchestra.
Nach 1954 beendete Forgues Halasz ihre aktive Laufbahn, um sich ihrer Familie und der Karriere ihres Mannes zu widmen. Daneben unterrichtete sie viele Jahre an der Aaron Copland School of Music des Queens College der City University of New York. Zudem gab sie in ihrem Haus in Port Washington privaten Unterricht.